# Halte Mallegat
Mallegat was een tijdelijke stopplaats aan de Staatslijn I, bij het Mallegat in Rotterdam Zuid. De gemeente studeerde lang op een geschikte plaats voor een spoorbrug over de Nieuwe Maas en in afwachting van de brug was het tussen 1872 en 1877 een kopstation op de zuidoever.
0,0: Breda ·
4,8: Breda-Prinsenbeek ·
6,0: Beek ·
10,8: Langeweg ·
14,9: Lage Zwaluwe ·
18,2: Moerdijk SS (voorm. einde) ·
21,1: Willemsdorp ·
26,9: Dordrecht Zuid ·
29,5: Dordrecht ·
31,5: Zwijndrecht ·
39,1: Barendrecht ·
42,2: Rotterdam Lombardijen ·
43,8: IJsselmonde ·
44,0: Rotterdam Stadion ·
45,0: Mallegat ·
45,1: Rotterdam Zuid ·
46,2: Fijenoord ·
47,5: Rotterdam Blaak ·
49,1: Rotterdam Centraal